# بارباپاپا

طرح کتاب بارباپاپا،

بارباپاپا (به فرانسوی: Barbapapà) یک سریال کارتونی ساخت کشور فرانسه است که طی سال های ۱۹۷۳ تا ۱۹۷۷ پخش شده است، بارباپاپا همچنین مجموعه کتاب کارتون استریپ و همچنین نام شخصیت اصلی این دو است. 
این مجموعه در اپیزودهای ۵ دقیقه ای و در دو فصل تولید و پخش شده است.

## تاریخچه
تیلس تیلور  به همراه همسرش آنت تیسو شخصیت «بارباپاپا» را در دهه ۷۰ به‌وجود آوردند که اولین بار به‌زبان فرانسوی منتشر شد و پس از آن به بیش از ۲۰ زبان ترجمه و سریال‌های تلویزیونی متعددی از روی آن ساخته شد.
سریال کارتونی بارباپاپا در سالیان گذشته با دوبله فارسی از شبکه دو تلویزیون ایران پخش شده‌است.

## واژه شناسی
بارباپاپا در زبان فرانسوی به معنی پشمک است که نوعی شیرینی یا تنقلات که از شکر ساخته می‌شود.
بارباپاپاها موجوداتی هستند که می توانند شکل خود را تغییر دهند، و این همان ماجراهایی است که این خانواده غیرعادی در تلاش برای یافتن جایگاه خود در سیاره زمین و کمک به افراد و حیوانات دیگر است.

## خلاصه داستان
بارباپاپا و همسرش بارباماما و هفت فرزند آن‌ها به نام‌های باربادانا، باربالالا، بارباپشمالو، باربازو، بارباخوان، باربازیبا موجوداتی هستند که می‌تواند به هر شکلی در بیاید.